# Макробије
Макробије Амброзије Теодосије (5. век) био је староримски писац, филолог, неоплатонистички филозоф.

## Биографија
О животу Макробија сачувано је врло мало поузданих података. Био јепореклом из Северне Африке (племе мацробии, „дуговечни“) или из Грчке. Постоје подаци да је човек по имену Макробије служио као префект у Шпанији и проконзул у Африци. На основу чињенице да су у то време тако високи положаји били доступни само хришћанима, може се извести закључак о Макробијевој религији, иако у његовим списима нема специфично хришћанских обележја.

## Стваралаштво
Значај Макробија у историји књижевности заснива се на два дела: „Сатурналије” (лат. Сатурналиорум) и „Коментари Сципионовог сна” (лат. Ин Сомниум Сципионис). У првом есеју, упућеном Макробијевом сину Евстахију, аутор прво говори о настанку Сатурналије, затим прелази на процену заслуга Вергилија и других античких писаца, као и на расправе о разним темама и смешним анегдотама из животе великих људи из прошлости. У овој „Сатурналији“ суседне су књиге касноантичких аутора као што су Авл Гелије или Атенеј. Макробијево дело је посебно вредно јер садржи огроман број цитата и фрагмената из изгубљених дела античке књижевности.
„Сан о Сципиону” (лат. Сомниум Сципионис) је шеста и последња књига Цицеронове расправе „О држави” (лат. Де ре публица). Описује путовање у сну римског заповедника Сципиона Афричког преко пространства свемира, у коме он посећује друге светове и види будућност. Макробије тумачи Сципионов сан у духу неоплатонске филозофије и, у вези са њим, говори о хармонији космоса, Светској души, магијском значењу бројева, пророчанствима, тумачењу снова итд. Изјаве о Макробијевој музици ( Књига 2, гл.1-4) компилативни; њен циљ је прилагођавање грчке науке на латинском тлу. Макробије приповеда причу о Питагорином открићу нумеричких закона музике, излаже питагорејску доктрину о 5 консонанција (кварта, квинта, октава, октава са квинтом, двострука октава), о недељивости целог тона на 2 једнака дела (он мали полутон назива лима, приписујући га откриће Платону), упоређује структуру Душе света са музичким интервалима, асимилира друге информације тривијалне за античку науку.
„Коментари о Сципионовом сну“ уживали су огромну популарност у средњем веку и још увек су занимљиви као презентација погледа неоплатонизма на теме које су биле изван разматрања других филозофа овог покрета.
Макробијев трактат о граматици под насловом „О разликама и сличностима грчких и латинских глагола“ опстао је само у скраћеној парафрази, која се традиционално, али не сасвим поуздано, приписује Јовану Скоту.

## Сећање
Године 1935. Међународна астрономска унија доделила је име Макробијус кратеру на видљивој страни Месеца. Залив Макробија на Антарктичком полуострву такође је назван у његову част.